# Ду-Понт (Джорджія)
Ду-Понт (англ. Du Pont) — місто (англ. town) в США, в окрузі Клінч штату Джорджія. Населення — 134 особи (2020).

## Географія
Ду-Понт розташований за координатами 30°59′21″ пн. ш. 82°52′9″ зх. д. / 30.98917° пн. ш. 82.86917° зх. д. (30.989096, -82.869085).  За даними Бюро перепису населення США в 2010 році місто мало площу 2,03 км², уся площа — суходіл.

## Демографія
Згідно з переписом 2010 року, у місті мешкало 120 осіб у 57 домогосподарствах у складі 35 родин. Густота населення становила 59 осіб/км².  Було 68 помешкань (34/км²).
Расовий склад населення:
| - 58,3 % — білих - 40,8 % — чорних або афроамериканців |

До двох чи більше рас належало 0,8 %. Частка іспаномовних становила 2,5 % від усіх жителів.
За віковим діапазоном населення розподілялося таким чином: 12,5 % — особи молодші 18 років, 67,5 % — особи у віці 18—64 років, 20,0 % — особи у віці 65 років та старші. Медіана віку мешканця становила 50,3 року. На 100 осіб жіночої статі у місті припадало 122,2 чоловіків;  на 100 жінок у віці від 18 років та старших — 123,4 чоловіків також старших 18 років.
Середній дохід на одне домашнє господарство  становив 31 246 доларів США (медіана — 21 071), а середній дохід на одну сім'ю — 41 284 долари (медіана — 35 625). За межею бідності перебувало 29,4 % осіб, у тому числі 59,1 % дітей у віці до 18 років та 0,0 % осіб у віці 65 років та старших.
Цивільне працевлаштоване населення становило 52 особи. Основні галузі зайнятості: виробництво — 48,1 %, освіта, охорона здоров'я та соціальна допомога — 21,2 %, сільське господарство, лісництво, риболовля — 17,3 %.